# Комісар Мегре
Комісар Жуль Жозе́ф Ансе́льм Мегре́ (фр. Commissaire Jules Maigret) — герой серії детективних романів та оповідань Жоржа Сіменона, поліцейський комісар.

## Історія Мегре
Комісар Мегре вперше згадується у книзі Жоржа Сіменона «Петерс-латиш» (фр. Pietr-le-Letton) 1931, як другорядний персонаж. Комісар Мегре — плечистий чоловік, який завжди тримає в зубах люльку. Одягнений зазвичай в цупке драпове пальто з оксамитовим коміром, на голові носить капелюх-казанок. У наступних творах стає головним персонажем. Цікава деталь — у жодному творі Сіменон не описує обличчя свого героя.
Біографія Мегре описана у різних творах, у творі «Справа Сен-Фіакр» (фр. L'Affaire Saint-Fiacre) — дитинство та юність майбутнього комісара поліції. Зустріч з майбутньою дружиною, одруження, початок роботи в поліції на набережній Орфевр описані у «Мемуарах Мегре».
Жуль Жозеф Ансельм Мегре народився у 1884 році в селі Сен-Фіакр (фр. Saint-Fiacre) під Матіньоном (фр. Matignon) в селі управителя садибою графа Сен-Фіакра. Саме тут проходить його дитинство та юність. Сіменон неодноразово згадує про селянське походження Мегре. Протягом свого життя комісар Мегре використовував лише прізвище, іноді ім'я. Повністю ім'я Мегре згадується у творі «Револьвер Мегре».
Мегре завдяки своєму таланту та наполегливості дослужився від рядового інспектора до дивізійного комісара, керівника бригади з розслідування особливо важких злочинів..
Мегре неможливо собі уявити без люльки, яких він має цілу колекцію. Коли у нього вкрали люльку, він сприйняв це як особисту образу та втручання в його приватне життя («Люлька Мегре»). Мегре любить пиво, біле вино, кальвадос — залежно від настрою. Якщо Мегре замовляє під час допиту пиво та бутерброди у пивничці «У Дофіна», значить попереду напружена та важка робоча ніч.
Мегре любить Париж, особливо весною та в сонячні дні, найбільше задоволення отримує від прогулянок з дружиною в кіно та спільної вечері в маленькому ресторанчику.
У роботі Мегре використовує власний метод. Для того, щоб зрозуміти логіку злочинця йому необхідно зануритися в середовище, де відбувся злочин, намагатися з'ясувати що собою являють злочинці, поставити себе на їх місце.
Комісар Мегре завжди працює з одними й тими ж інспекторами, які йому дуже відданні. В його команду входять інспектори Жанв'є, Люка, Транс та наймолодший Лапуент, якого комісар називає «малюк».
Дружина, Мадам Мегре, домогосподарка, яка дуже полюбляє куховарити. Завдяки цьому навіть була написана ціла книга Робера Куртіна «Рецепти мадам Мегре» (фр. Madame Maigret's Recipes Robert J. Courtine), в якій зібрано рецепти страв, що згадуються в творах Жоржа Сіменона.
Мадам Мегре завжди приготує смачний обід-вечерю, напоїть грогом комісара, якщо той змерз, і заборонить палити люльку, якщо чоловік застуджений. Мегре завжди вірний своїй дружині, і дуже її любить. Проживає подружжя у Парижі на бульварі Рішар-Ленуар.
В оповіданні «Різдво в будинку Мегре» говориться, що у подружжя була дитина, однак вона померла. Це стало справжньою драмою для мадам Мегре. Більше дітей подружжя не мало, і цей факт наклав свій відбиток на ставлення комісара до дітей та молоді.
Мегре особливо уважно ставився до дружини в день святкування Різдва. Коли мадам Мегре бачила дітей, які цього дня гралися подарунками вона особливо сильно переживала відсутність власних дітей.
В результаті розслідування однієї справи в сім'ю Мегре потрапляє дівчинка, яка стала сиротою. Тому Мегре та його дружина піклувалися про неї, так наче вона була рідною для них.
Після виходу на пенсію комісар переїжджає у власний будинок в Мен-сюр-Луар (фр. Meung-sur-Loire). Однак йому доводиться іноді повертатися в Париж, для того, щоб розслідувати черговий злочин.
Комісар Мегре не знає іноземних мов, тому йому було дуже складно в Англії та США, де він був кілька разів. Незважаючи на мовний бар'єр Мегре успішно розплутує англійські та американські таємниці. 
Жорж Сіменон написав 75 романів та 28 оповідань, героєм яких є Мегре. [Архівовано 4 Березня 2016 у Wayback Machine.]

## Цикл книг

### Романи
Зазначається дата французької публікації.
| Назва                                          | Дата публікації | Переклад                            |
| ---------------------------------------------- | --------------- | ----------------------------------- |
| Pietr-le-Letton                                | 1931            | Петерс-латиш                        |
| Le Charretier de la Providence                 | 1931            | Кучер з баржі «Доля»                |
| M. Gallet décédé                               | 1931            | Смерть мосьє Гале                   |
| Le Pendu de Saint-Pholien                      | 1931            | Повішений із Сен-Фоле               |
| La Tête d'un homme (L'Homme de la Tour Eiffel) | 1931            | Ціна голови Людина з Ейфелової вежі |
| Le Chien jaune                                 | 1931            | Жовтий пес                          |
| La Nuit du carrefour                           | 1931            | Ніч на перехресті                   |
| Un Crime en Hollande                           | 1931            | Злочин в Голландії                  |
| Au Rendez-vous des Terre-Neuves                | 1931            | Кабачок ньюфаундлендців             |
| La Danseuse du Gai-Moulin                      | 1931            | Танцюристка з «Веселого Млина»      |
| La Guinguette à deux sous                      | 1932            | Двогрошовий кабачок                 |
| L'Ombre chinoise                               | 1932            | Тінь на шторі                       |
| L'Affaire Saint-Fiacre                         | 1932            | Справа Сен-Фіакр                    |
| Chez les Flamands                              | 1932            | Мегре та фламандський магазин       |
| Le Port des brumes                             | 1932            | Порт туманів                        |
| Le Fou de Bergerac                             | 1932            | Маніяк із Бержерака                 |
| Liberty Bar                                    | 1932            | Бар «Ліберті»                       |
| L'Écluse no. 1                                 | 1933            | Шлюз номер один                     |
| Maigret                                        | 1934            | Повернення Мегре                    |
| La Maison du juge                              | 1940            | Будинок судді                       |
| Les Caves du Majestic                          | 1942            | В підвалах готелю «Маджестік»       |
| Cécile est morte                               | 1942            | Смерть Сесіль                       |
| Signé Picpus                                   | 1944            | Мегре та гадалка                    |
| Félicie est là                                 | 1944            | Фелічія тут                         |
| L'Inspecteur Cadavre                           | 1944            | Інспектор Кадавр                    |
| Maigret se fâche                               | Серпень 1945    | Мегре сердиться                     |
| Maigret à New York                             | Березень 1946   | Мегре в Нью-Йорку                   |
| Les Vacances de Maigret                        | Листопад 1947   | Відпустка Мегре                     |
| Maigret et son mort                            | Січень 1948     | Мегре та мертвий чоловік            |
| La Première enquête de Maigret, 1913           | Жовтень 1948    | Перша справа Мегре                  |
| Mon ami Maigret                                | Лютий 1949      | Мій друг Мегре                      |
| Maigret chez le coroner                        | Липень 1949     | Мегре в коронера                    |
| L'Amie de Mme Maigret                          | Грудень 1949    | Подруга мадам Мегре                 |
| Les Mémoires de Maigret                        | Вересень 1950   | Мемуари Мегре                       |
| Maigret et la vieille dame                     | Грудень 1950    | Мегре та літня дама                 |
| Maigret au «Picratt's»                         | Грудень 1950    | Приятелька мадам Мегре              |
| Maigret en meublé                              | Лютий 1951      | Мегре орендує кімнату               |
| Maigret et la grande perche                    | Травень 1951    | Мегре та висока персона             |
| Maigret, Lognon et les gangsters               | Вересень 1951   | Мегре, Лоньйон та гангстери         |
| Le Revolver de Maigret                         | Червень 1952    | Револьвер Мегре                     |
| Maigret et l'homme du banc                     | 1953            | Мегре та людина на лавці            |
| Maigret a peur                                 | Березень 1953   | Страх Мегре                         |
| Maigret se trompe                              | Серпень 1953    | Помилка Мегре                       |
| Maigret à l'école                              | Грудень 1953    | Мегре в школі                       |
| Maigret et la jeune morte                      | Січень 1954     | Мегре та труп молодої дівчини       |
| Maigret chez le ministre                       | Серпень 1954    | Мегре та міністр                    |
| Maigret et le corps sans tête                  | Січень 1955     | Мегре та труп без голови            |
| Maigret tend un piège                          | Липень 1955     | Мегре готує пастку                  |
| Un Échec de Maigret                            | Березень 1956   | Промах Мегре                        |
| Maigret s'amuse                                | Вересень 1956   | Мегре розважається                  |
| Maigret voyage                                 | Серпень 1957    | Мегре подорожує                     |
| Les Scrupules de Maigret                       | Грудень 1957    | Сумніви Мегре                       |
| Maigret et les témoins récalcitrants           | Жовтень 1958    | Мегре та норовливы свідки           |
| Une Confidence de Maigret                      | Травень 1959    | Зізнання Мегре                      |
| Maigret aux assises                            | Листопад 1959   | Мегре в суді                        |
| Maigret et les vieillards                      | Червень 1960    | Мегре та літні люди                 |
| Maigret et le voleur paresseux                 | Січень 1961     | Мегре та лінивий злодій             |
| Maigret et les braves gens                     | Вересень 1961   | Мегре та порядні люди               |
| Maigret et le client du samedi                 | Лютий 1962      | Мегре та суботній клієнт            |
| Maigret et le clochard                         | Травень 1962    | Мегре та волоцюга                   |
| La Colère de Maigret                           | Червень 1962    | Гнів Мегре                          |
| Maigret et le fantôme                          | Червень 1963    | Мегре та привид                     |
| Maigret se défend                              | Липень 1964     | Мегре захищається                   |
| La Patience de Maigret                         | Березень 1965   | Терпіння Мегре                      |
| Maigret et l'affaire Nahour                    | Лютий 1966      | Мегре та «Справа Наура»             |
| Le Voleur de Maigret                           | Листопад 1966   | Людина, яка обікрала Мегре          |
| Maigret à Vichy                                | Вересень 1967   | Мегре в Віши                        |
| Maigret hésite                                 | Січень 1968     | Мегре вагається                     |
| L'Ami d'enfance de Maigret                     | Червень 1968    | Друг дитинства Мегре                |
| Maigret et le tueur                            | Квітень 1969    | Мегре та вбивця                     |
| Maigret et le marchand de vin                  | Вересень 1969   | Мегре та продавець вина             |
| La Folle de Maigret                            | Травень 1970    | Мегре та божевільна                 |
| Maigret et l'homme tout seul                   | Лютий 1971      | Мегре та одинокий чоловік           |
| Maigret et l'indicateur                        | Червень 1971    | Мегре та інформатор                 |
| Maigret et Monsieur Charles                    | Лютий 1972      | Мегре та мсьє Чарль                 |

### Оповідання
| Назва                               | Дата          | Переклад                             |
| ----------------------------------- | ------------- | ------------------------------------ |
| Une erreur de Maigret               | 1938          | Помилка Мегре                        |
| L'amoureux de Madame Maigret        | 1938          | Кавалер мадам Мегре                  |
| Stan le tueur                       | 1938          | Стан-убивця                          |
| L'Auberge aux noyés                 | 1938          | Притулок потопельників               |
| La péniche aux deux pendus          | 1938          | Баржа з двома повішеними             |
| L'affaire du Boulevard Beaumarchais | 1938          | Драма на бульварі Бомаше             |
| Monsieur Lundi                      | 1938          | Пан Понеділок                        |
| Jeumont, 51 minutes d'arrêt         | 1938          | Жемон, зупинка 51 хвилина            |
| Les larmes de bougie                | 1938          | Крапля стеарину                      |
| Rue Pigalle                         | 1938          | Вулиця Пігаль                        |
| La vieille dame de Bayeux           | 1938          | Літня дама з Байє                    |
| L'Étoile du Nord                    | 1938          | Північна зірка                       |
| Tempête sur la Manche               | 1938          | Шторм над Ла-Маншем                  |
| Mademoiselle Berthe et son amant    | 1938          | Мадмуазель Берта та її коханець      |
| L'improbable Monsieur Owen          | 1938          | Неймовірний мс'є Оуен                |
| Ceux du Grand Café                  | 1938          | Гравці з Гранд-Кафе                  |
| Le Notaire du Châteauneuf           | 1938          | Нотаріус із Шатонеф                  |
| La fenêtre ouverte                  | 1938          | Мегре та відчинене вікно             |
| L'Homme dans la rue                 | 1939          | Людина на вулиці                     |
| Vente à la bougie                   | 1939          | Аукціон свічок                       |
| Menaces de mort                     | 1942          | Під страхом смерті                   |
| La pipe de Maigret                  | Червень 1945  | Люлька Мегре                         |
| Le témoinage de l'enfant de choeur  | 1946          | Свідчення хлопчика з церковного хору |
| Le client le plus obstiné du monde  | Травень 1946  | Найвпертіший клієнт у світі          |
| Maigret et l'inspecteur malgracieux | Травень 1946  | Мегре та недолуний інспектор         |
| On ne tue pas les pauvres types     | Серпень 1946  | Бідняків не вбивають                 |
| Sous peine de mort                  | Листопад 1946 | Під страхом смерті                   |
| Un Noël de Maigret                  | Травень 1950  | Різдво Мегре                         |

## Кінематографія Мегре
Пригоди Мегре стали сюжетом для більш ніж 40 кінофільмів. Інспектора Мегре в кіно зіграли такі актори, як Жан Габен, Гаррі Бауер, Альбер Прежан, Чарльз Лоутон («Людина на Ейфелевій вежі», 1949), Джино Черві, Бруно Кремер, Борис Тєнін («Мегре і чоловік на лавці», 1973; «Мегре і стара дама», 1974; «Мегре вагається», 1982), Володимир Самойлов, Армен Джигарханян.

## Пам'ятник комісару Мегре
В 1966 році в голландському місті Делфзейл, де у першому творі циклу («Петерс-латиш») народився комісар Мегре, встановлено пам'ятник літературному герою (скульптор Пітер П. Д. Хонгт).
 [Архівовано 11 Червня 2015 у Wayback Machine.]